# Victor Rogojanu
Victor Rogojanu (n. 23 noiembrie 1899, Turbați, Săcel, Gorj – d. 20 august 1983, Cluj-Napoca) a fost un entomolog, profesor universitar și cercetător român, considerat fondatorul disciplinei de entomologie agricolă la Academia de Înalte Științe Agronomice din Cluj. În cei 30 de ani de activitate didactică și peste 60 de lucrări științifice, a adus contribuții fundamentale la studiul dăunătorilor plantelor cultivate și metodelor de combatere a acestora. Opera sa de referință, "Determinator pentru recunoașterea dăunătorilor plantelor cultivate", reprezintă o lucrare unică în entomologia agricolă românească.
Biografie
Victor Rogojanu s-a născut la 23 noiembrie 1899 în satul Turbați, comuna Săcel, județul Gorj. A urmat școala primară în satul natal, după care a frecventat Școala Medie de Agricultură din Roman, pe care a absolvit-o în 1925. Și-a continuat studiile la Academia de Agricultură din Cluj între 1926-1929, unde s-a remarcat ca un student eminent.
Imediat după absolvire, a fost reținut ca asistent la catedra de "Zoologie agricolă" a Academiei. După câțiva ani de activitate, la recomandarea rectorului Mihail Șerban, a obținut un stagiu de doctorat la Universitatea din Rostock, Germania, unde a obținut titlul de "doctor în filozofie", specialitatea Științele naturii (entomologie).
După întoarcerea în țară, a fost numit șef de lucrări în 1936 și conferențiar în 1940, poziție pe care a ocupat-o până la împlinirea vârstei de 60 de ani, când a fost pensionat. După pensionare, a continuat să lucreze timp de peste zece ani la Filiala Academiei RSR din Cluj-Napoca, dedicându-se cercetării științifice, care a reprezentat pasiunea sa de-o viață.
Victor Rogojanu a decedat la 20 august 1983, în Cluj-Napoca, la vârsta de 83 de ani.
Activitate științifică
Opera științifică a lui Victor Rogojanu cuprinde peste 60 de titluri în domeniul entomologiei agricole, abordând diverse subiecte cu aplicabilitate practică în agricultură. Lucrările sale pot fi grupate în mai multe categorii tematice:
Dăunătorii cerealelor
A studiat insecte precum Calandra granaria, Agriotes lineatus, Pirausta nubilallis și Zabrus-gibbus-tenebrioides, oferind descrieri precise ale biologiei acestor dăunători și metode eficiente de combatere. Lucrări precum "Molia porumbului" (1936) și "Gândacul Ghebos" (1937) au reprezentat contribuții importante la protejarea culturilor cerealiere.
Dăunătorii legumelor
Zona Cluj fiind un important bazin legumicol în perioada interbelică, Rogojanu a acordat o atenție deosebită dăunătorilor acestor culturi. A publicat studii despre Pieris brassicae (fluturele alb de varză), Heterodera marioni (viermele rădăcinilor), precum și lucrări de sinteză precum "Insecte care produc pagube în luna iunie" (1938) și "Dușmanii sparanghelului și combaterea lor" (1939).
Dăunătorii pomilor fructiferi
În acest domeniu, a realizat mai multe monografii și studii aprofundate: "Păduchii țestoși vătămători ai pomilor fructiferi" (1934), "Despre îngrijirea pomilor fructiferi" (1936), "Dușmanii prunului și combaterea lor" (1937), "Combaterea gărgăriței merilor" (1938) și "Molia mărului" (1939).
Studii de biologie și ecologie
A efectuat cercetări fundamentale privind biologia unor insecte, precum "Contribuții la biologia insectei Galerucella luteola" și "Observații biologice asupra speciei Pirameis (vanesa) carderi L.". Rogojanu a fost unul dintre primii entomologi români care a abordat probleme de ecologie în relație cu dăunătorii agricoli, publicând lucrări precum "Contribuții la studiul sistematic de tip ecologic al faunei de Coccidee din RSR" (1958) și "Acțiunea factorilor ecologici asupra dinamicii faunei din sol" (1964).
Lucrări de sinteză
A contribuit la primele ediții ale "Manualului Inginerului Agronom" (1952, 1957), unde a redactat capitolul de Entomologie, realizând o sinteză extrem de valoroasă a cunoștințelor din domeniu, cu accent pe diagnoza și biologia dăunătorilor.
Opera sa capitală rămâne "Determinator pentru recunoașterea dăunătorilor plantelor cultivate", publicată în două ediții la Editura Agrosilvică (1968) și Editura Ceres (1979). Această lucrare, similară ca importanță cu "Mica floră ilustrată a RSR" de Iuliu Prodan și Alexandru Buia în domeniul botanicii, oferă metode sistematice pentru identificarea dăunătorilor pe baza simptomelor de atac și a caracteristicilor morfologice, fiind organizată pe grupe de plante: cereale, leguminoase, plante de nutreț, plante uleioase și textile, plante industriale și medicinale, legume, pomi și arbuști fructiferi, viță de vie.

Activitate didactică
Victor Rogojanu este considerat fondatorul catedrei și disciplinei de entomologie la Academia de Înalte Științe Agronomice din Cluj, unde a activat timp de 30 de ani. A organizat laboratorul de entomologie agricolă, asigurând colecții complete de insecte clasificate pe grupe de plante de cultură și creând o bază materială solidă pentru pregătirea practică a studenților.
Ca profesor, era cunoscut pentru punctualitatea sa exemplară și pentru densitatea mare de informații transmise în timpul cursurilor. Deși rezervat în relațiile cu studenții, era respectat pentru rigurozitatea științifică și dedicarea sa față de cercetare.
A format specialiști valoroși în domeniul entomologiei, printre care se numără Teodosie Perju, care i-a fost asistent și a continuat dezvoltarea școlii de entomologie de la Cluj.
Moștenire și impact
Victor Rogojanu a fost o personalitate de marcă a științei agricole românești, a cărei operă se caracterizează prin coeziune, acuratețe științifică și utilitate practică. Lucrările sale au fost publicate în cele mai prestigioase reviste și edituri ale vremii: "Viața agricolă", "Agricultura nouă", "Grădina mea", "Buletinul Facultății de Agronomie Cluj", "Cartea Românească", "Editura Agrosilvică" și "Editura Ceres".
Contribuțiile sale în domeniul combaterii biologice a dăunătorilor, prin studiul "dușmanilor naturali", au anticipat tendințele moderne din protecția plantelor. Publicații precum "Contribuții la cunoașterea și răspândirea dușmanilor naturali ai păduchelui de San Jose" (1955) și "Un parazit al gărgăriței mazărei - Triapsis Faracicus Curt" (1957) demonstrează viziunea sa avansată în domeniu.
Prin întreaga sa activitate, Victor Rogojanu a pus bazele entomologiei agricole moderne în România, contribuind decisiv la dezvoltarea acestei științe și la formarea numeroșilor specialiști care i-au continuat opera.
Lucrări publicate
Cărți și monografii
- "Dușmanii animali ai viei și combaterea lor", Cartea Românească, Cluj, 1939
- "Manualul Inginerului Agronom", (capitolul de Entomologie), Ediția I, 1952
- "Manualul Inginerului Agronom", (capitolul de Entomologie), Ediția II, 1957
- "Determinator pentru recunoașterea dăunătorilor plantelor cultivate", Editura Agrosilvică, București, 1968
- "Determinator pentru recunoașterea dăunătorilor plantelor cultivate", Editura Ceres, București, 1979

Articole științifice (selecție)
- "Păduchii țestoși vătămători ai pomilor fructiferi", Agricultura nouă, nr. 10, 1934
- "Dușmanii cerealelor (Calandra granaria L.)", Agricultura nouă, Cluj, 1934
- "Combaterea viermilor sârmă (Agriotes lineatus)", Agricultura nouă, nr. 5, 1935
- "Untersuchungen uber die Wachadrusen und die Wachsabaonderung bei den Gattungen Schizonema und Orthenzia", Z. Mikroskop, Anatom. Forsch, Leipzig, 1935
- "Molia porumbului (Pyrausta nubilealis Hb)", Agricultura nouă, nr. 10, 1936
- "Dușmanii prunului și combaterea lor", Agricultura nouă, nr. 2, 1937
- "Fluturile alb de varză (Pieris brassicae L)", Grădina mea, nr. 7-8-9, 1937
- "Gândacul Ghebos (Zabrus-gibbus-tenebrioides Goeze)", Agricultura nouă, nr. 6, 1937
- "Contribuții la biologia insectei Galerucella luteola", Buletinul Facultății Agronomice, Cluj, v.7, 1939
- "Observațiuni biologice asupra speciei Pyrameis (Vanesa) carderi L", Viața agricolă, nr. 9, 1940
- "Contribuții la cunoașterea produselor alimentare depozitate, din Transilvania și Banat", Buletinul Facultății Agronomice, Cluj-Timișoara, v.9, 1941
- "Contribuții la cunoașterea și răspândirea dușmanilor naturali ai păduchelului din San-Jose", Stud. Cerc. Științific, Cluj, 1955
- "Contribuții la studiul sistematic și bioecologic al familiei Ortheziidae (cocidae) din RPR", Studii și Cercetări de biologie, Cluj, anul IX, 1958
- "Acțiunea factorilor ecologici asupra dinamicii faunei de sol", Lucrări de zool. solului, Cluj, 1964
- "Cercetări privind ecologia și combaterea viermilor sârmă (Elateridae - Coleoptera)", Studiu și Cercetări de Biologie, Cluj, seria zool., v. 24, nr.3, 1972

Vezi și
- Entomologie
- Protecția plantelor
- Dăunători agricoli
- Academia de Științe Agricole și Silvice
- Universitatea de Științe Agricole și Medicină Veterinară Cluj-Napoca

Bibliografie
- Perju, T., "Profesorul Victor Rogojanu - fondatorul școlii de entomologie de la Cluj", Editura AcademicPres, Cluj-Napoca, 2005
- Baicu, T., Săvescu, A., "Sisteme de combatere integrată a bolilor și dăunătorilor pe culturi", Editura Ceres, București, 1986
- Pălăgeșiu, I., "Entomologie agricolă și horticolă", Editura Mirton, Timișoara, 2000
- Roșca, I., "Entomologie agricolă specială", USAMV București, 2001

Note